# Manihot heptaphylla
Manihot heptaphylla är en törelväxtart som beskrevs av Ernst Heinrich Georg Ule. Manihot heptaphylla ingår i släktet Manihot och familjen törelväxter. Inga underarter finns listade i Catalogue of Life.